# Septembre 1790

## Événements
- Le Père Duchesne, journal de Hébert.

- 1er septembre : rétablissement de la censure par décret impérial[1].

- 4 septembre, France : démission de Jacques Necker.

## Naissances
- 3 septembre : Louis-Claude Malbranche : lithographe et peintre français († 4 novembre 1838).

## Décès
- 17 septembre : Johann Conrad Eichhorn : pasteur et zoologiste allemand (° 2 juin 1718).